# Полярна рибарка
Полярната рибарка (Sterna paradisaea) е птица от семейство Sternidae. Среща се и в България.

## Разпространение
Полярната рибарка извършва най-дългата миграция сред всички птици. Гнезди на ширината на Северната полярна окръжност, след което прелита над 15 000 km на юг, до Антарктида, където прекарва зимата.